# Costa Rica-i női kézilabda-válogatott
A Costa Rica-i női kézilabda-válogatott Costa Rica nemzeti női kézilabda-válogatottja, amelyet a Costa Rica-i Kézilabda Szövetség irányít.

## Eredményei

### Pánamerikai-bajnokság
- 1997 – 5.

### Közép-amerikai-bajnokság
| Év   | Forduló | Hely | M | Gy | D | V | G+ | G- |
| ---- | ------- | ---- | - | -- | - | - | -- | -- |
| 2014 | -       | 3.   | 4 | 2  | 1 | 1 | 93 | 85 |
| 2016 | -       | 23.  | 4 | 2  | 0 | 2 | 91 | 76 |

## Fordítás
- Ez a szócikk részben vagy egészben  a   Costa Rica women's national handball team című angol Wikipédia-szócikk fordításán alapul.  Az eredeti cikk szerkesztőit annak laptörténete sorolja fel. Ez a jelzés csupán a megfogalmazás eredetét és a szerzői jogokat jelzi, nem szolgál a cikkben szereplő információk forrásmegjelöléseként.